# Ozarba corniculantis
Ozarba corniculantis là một loài bướm đêm trong họ Noctuidae.